# Claas Relotius
Claas-Hendrik Relotius (15 de noviembre de 1985), más conocido por su firma periodística Claas Relotius, es un periodista alemán. Después de haber trabajado como periodista freelance y ser uno de los reporteros estrella de la publicación alemana Der Spiegel, dimitió de esta última a finales de 2018 por las acusaciones de fraude que se estaban descubriendo sobre sus trabajos.

## Estudios
Claas Relotius cursó los grados de Estudios Políticos y culturales en las universidades de Bremen y Valencia. En el verano de 2008 tuvo su primera experiencia laboral haciendo de pasante en la publicación alemana taz. Entre 2009 y 2011 cursó una maestría en periodismo en la Escuela de Medios de Hamburgo.
Tras terminar sus estudios, se asentó en Hamburgo y comenzó a trabajar como periodista freelance para publicaciones germanoparlantes.

## Carrera
Claas Relotius estuvo trabajando desde 2011 hasta 2017 como periodista freelance en diversas publicaciones alemanas entre las que se encuentran: Cicero, Frankfurter Allgemeine Sonntagszeitung, Financial Times Deutschland, Die Taz, Die Welt, SZ-Magazin, Zeit Online. También publicó artículos en revistas de otros países germanoparlantes como en las publicaciones suizas Weltwoche, NZZ am Sonntag y Reportagen. Por una publicación en la revista suiza Reportagen, la CNN nombró a Claas Relotius periodista del año en lengua alemana.
En 2017, la revista alemana Der Spiegel lo contrató como periodista para su medio para el cual ya había escrito una gran cantidad de artículos. Ese mismo año ganó el Premio Europeo de la Prensa por un artículo publicado en 2016 en ese medio titulado La historia de Ahmed y Alin, dos huérfanos sirios atrapados en Turquía. En 2018, recibió por cuarta vez el premio Deutscher Reporterpreis otorgado por el Reporter Forum de Alemania en Berlín, considerado el máximo premio del periodismo alemán.

### Sospechas de fraude
En abril de 2017, dos residentes de Fergus Falls (Minnesota), reflejaron la situación a través de la red social Twitter sobre las inconsistencias en el artículo In einer kleinen Stadt (En una ciudad pequeña, un artículo de Relotius en el que hablaba de una ciudad pequeña pro-Trump), pero no recibió respuesta. Posteriormente se investigaron numerosos detalles que no tenían concordancia entre la realidad del pueblo y el texto de Claas Relotius, pero no se publicaron sus hallazgos hasta que el caso Relotius se hizo público. Der Spiegel se comprometió con rehacer el artículo enviando a dos periodistas al pueblo.
Una investigación de Die Zeit a comienzos de 2019, reveló que en el verano de 2017, colegas de Spiegel TV encontraron contradicciones en la búsqueda de datos sobre el artículo Löwenjungen (Cachorros de León, publicado en agosto en la revista alemana Der Spiegel): Dos presuntos hermanos que resultaron no ser parientes y otras informaciones falsas sobre el lugar y los nombres. Aunque finalmente esto no tuvo ninguna consecuencia ni trascendió en ninguna medida.

### Descubrimiento del fraude
En noviembre de 2018, el periodista hispano-alemán Juan Moreno, un freelance adscrito a Der Spiegel, comenzó a sospechar de que la publicación sobre la milicia estadounidense que ha surgido para perseguir a las personas que cruzan ilegalmente la frontera entre Estados Unidos y México en la que había trabajado como coautor con Claas Relotius estaba plagada de inexactitudes por parte del periodista alemán. Por lo que informó a los jefes de la revista, quienes inicialmente defendieron a Claas Relotius.
Tras ello, Juan Moreno dedicó 5 semanas a investigar en Estados Unidos sobre las fuentes primarias que Claas Relotius presuntamente había utilizado para algunos de sus artículos publicados en la revista alemana, descubriendo que la mayoría de ellos estaban exagerados e incluso algunos eran completamente inventados. Durante la investigación se llegó a descubrir que Relotius había manipulado correos dirigidos a la revista por parte de la guardia fronteriza de Arizona increpando a la revista cómo podía haber escrito su periodista sobre la vida entre ellos si no había llegado a estar con ellos.
Con el avance de la investigación, la directora adjunta de la sección de sociedad de la revista, Özlem Gezer, se enfrentó directamente a Claas Relotius diciéndole que ya no creía en él. Al día siguiente, Relotius confesó que varios de sus artículos eran fraudulentos.

### Consecuencias
Der Spiegel obligó a Claas Relotius a dimitir de su puesto. La CNN le retiró el galardón de periodista del año de 2014. El mismo Relotius renunció a sus 4 premios Deutscher Reporterpreis pidiendo perdón al Reporter Forum. Así mismo, la página web del Premio Europeo de la Prensa en su edición de 2017, concedida a Relotius, no se encuentra en funcionamiento desde que se destapó el escándalo.
En el plano público, el ya llamado Spiegelgate hizo que el embajador estadounidense en Alemania, Richard Grenell, cargase contra las llamadas fake news que estaban envenenando las relaciones entre la Unión Europea y la administración Trump. Los líderes del partido ultraderechista Alternativa por Alemania (AfD) hicieron público un escrito hablando contra lo que ellos consideran Lügenpresse (un término utilizado en Alemania para referirse a la "prensa mentirosa", la prensa que escribe según su punto de vista político).
El 23 de diciembre de 2018, Der Spiegel anunció que tomaría acciones legales contra su reciente experiodista por malversación de donaciones, refiriéndose a las donaciones que recibió Claas Relotius tras algunos artículos sobre huérfanos, de las que no se sabe si llegaron íntegramente a ONGs.